# Hipparchia azorina
Hipparchia azorina, the Azores Grayling, là một loài bướm ngày thuộc họ Nymphalidae. Nó là loài đặc hữu trên quần đảo Açores. Các môi trường sống tự nhiên của chúng là các khu rừng ôn hòa and temperate grassland. Nó bị đe dọa do mất môi trường sống.